# 惠中权
惠中权（1916年—1968年4月1日），陕西省清涧县后将军沟人。中华人民共和国政治人物。

## 生平
1929年，进入清涧县第一高级小学。1937年2月至7月，任中共甘洛县委员会书记。1937年7月至1941年1月，任中共甘泉县委书记。1940年11月至1942年12月，任中共靖边县委书记。1941年11月至1944年11月，任陕甘宁边区政府民政厅副厅长。8月，调任中共三边地委组织部部长。1944年2月，调任中共中央西北局政策研究室研究员兼毛泽东秘书。同年11月至1945年2月，任陕甘宁边区政府卫生署署长。1945年7月至8月，任边区三边地委副书记。同年9月至1949年2月，任陕甘宁边区政府建设厅副厅长。1947年5月至10月，任陕甘宁边区政府粮食局代理局长。1949年2月至9月，任陕甘宁边区农业厅第一副厅长，兼陕甘宁边区政府西北财经分会委员和西北财经办事处副主任。
1950年4月至1952年8月，任西北军政委员会农林部部长。1953年9月至1955年7月，任广东省委常委、中共海南岛区委第二书记兼海南垦殖局局长。1953年11月至1954年5月，任中共海南岛区委代理第一书记兼海南垦殖局局长。1954年6月至9月任中央人民政府林业部副部长。同年9月，任中华人民共和国林业部副部长。文化大革命中受迫害，1968年4月1日逝世。1978年5月，平反。